# Volta Noire
La Volta Noire (ou Mouhoun) est une rivière d'Afrique de l'Ouest qui coule au Burkina Faso, en Côte d'Ivoire et au Ghana. C'est l'un des affluents du fleuve Volta.

## Géographie
Le Mouhoun prend sa source au Burkina Faso, au sud-ouest de la ville de Bobo Dioulasso et s'oriente dans un premier temps vers le nord-est, parallèlement à la frontière malienne. Arrivée au niveau de la ville de Kouri, la rivière entame une large boucle qui lui fait prendre la direction plein sud, ce qui entraîne la traversée nord-sud de la quasi-totalité du pays. Au sud, elle aborde le territoire ghanéen, formant dans un premier temps une portion de la frontière entre le Burkina Faso et le Ghana. Lorsqu'elle quitte le territoire burkinabé, elle joue d'abord le rôle de frontière ghanéo-ivoirienne.
Elle quitte bientôt le territoire ivoirien et pénètre en plein territoire ghanéen, en entamant une boucle qui la mène en direction de l'est puis du nord-est. Après de nombreux méandres, la Volta Noire se jette dans le lac artificiel Volta au Ghana, mélangeant ainsi ses eaux à celles de la Volta Blanche. C'est après le confluent entre Volta Noire et Volta Blanche, confluent aujourd'hui submergé par ce lac, que débute le fleuve Volta proprement dit.
Sa longueur totale est de près de 1 000 kilomètres. Son bassin, principalement situé au Burkina Faso englobe presque la totalité du tiers occidental du pays.

## Hydrométrie - Les débits à Bamboi au Ghana
Le débit de la Volta Noire a été observé pendant 25 ans (1950-1974) à Bamboi, localité du Ghana située peu après sa sortie du territoire ivoirien, à quelque 150 kilomètres de son débouché dans le lac Volta. 
À Bamboi, le débit annuel moyen ou module observé sur cette période a été de 263 m3/s pour une surface prise en compte de 134 200 km2, soit la presque totalité du bassin versant de la rivière. 
La lame d'eau écoulée dans le bassin versant atteint ainsi le chiffre de 62 millimètres par an, ce qui peut être considéré comme faible, mais conforme au climat plutôt sec régnant sur la plus grande partie du bassin occidental de la Volta.
La Volta Noire est un cours d'eau très peu abondant, relativement sage et assez régulier. Elle connait cependant des périodes d'étiage parfois sévère. Le débit moyen mensuel observé en mars (minimum d'étiage) atteint 30,5 m3/s, contre un débit moyen de 919 m³ en septembre, principal mois de crue. Sur la durée d'observation de 25 ans, le débit mensuel minimal a été de 2 m3/s (étiage très sévère), tandis que le débit mensuel maximal s'élevait à 2 320 m3/s.

## Affluent - défluent
Le Sourou (rive gauche) vient du Mali et forme la frontière entre les deux pays sur une quinzaine de kilomètres. Barrage en territoire Burkinabé, au niveau de sa confluence avec la Volta Noire, avec retenue de 250 à 500 millions de mètres cubes.
Le Sourou est une rivière particulière ; c'est en fait aussi un défluent de la Volta Noire : lors de la crue annuelle, sa section inférieure est parcourue d'aval en amont par les eaux de la Volta Noire. Grâce au barrage, ces eaux de crue sont désormais emmagasinées en vue de la saison sèche.